# Rio Rancho (Novo México)
Rio Rancho é uma cidade localizada no estado americano de Novo México, no Condado de Bernalillo e Condado de Sandoval.

## Demografia
Segundo o censo americano de 2000, a sua população era de 51.765 habitantes.
Em 2006, foi estimada uma população de 71.607, um aumento de 19842 (38.3%).

## Geografia
De acordo com o United States Census Bureau tem uma área de 190,4 km², dos quais 190,2 km² cobertos por terra e 0,2 km² cobertos por água.

## Localidades na vizinhança
O diagrama seguinte representa as localidades num raio de 16 km ao redor de Rio Rancho.